# プリンス・カメハメ
- キン肉マン > キン肉マンの登場人物 > プリンス・カメハメ
- キン肉マンII世 > キン肉マンII世の登場人物 > プリンス・カメハメ

プリンス・カメハメは、ゆでたまごの漫画『キン肉マン』および続編『キン肉マンII世』に登場する架空の人物。

## 主な特徴
初登場はアメリカ遠征編「おちぶれプリンスの巻」。卓越した技術を持つベテラン超人で48の殺人技、52の関節技などのカメハメ殺法100手を使いこなす。その強さとココナッツ王族という出自ということもあり、ハワイでは神としても崇められていた。テリーマンやロビンマスクなど若い超人たちにも名を知られている。超人医師ドクター・ボンベは主治医かつ親友であり、40年来の付き合い。
褐色の肌で、胸板には巨大な鷲のマークがある。頭部には鶏冠状の突起があり、顔の下半分が隠れるほど髭をたくわえている。超人年齢70歳を越える高齢にもかかわらず、日々のトレーニングによって屈強な肉体と戦闘能力を維持しているが、年齢による体力面での衰えを完全に防ぐことは出来ず、長時間戦うとスタミナ切れになってしまう。この体力面の衰えのなかった若い時代のカメハメこそが『キン肉マン』史上最も強い超人と記す書籍もある。
主人公キン肉マンを超人レスリング公式戦で初めて破った相手である。後に師匠としてキン肉マンに技を伝授し、夢の超人タッグ編では彼のタッグパートナー・キン肉マングレートとして宇宙超人タッグ・トーナメントに参加した。キン肉マンが師匠として尊敬し、唯一頭の上がらない超人でもある。
元々はその場限りのつもりで出したが、キン肉マンに勝った超人として、読者人気は非常に高かったという。モデルとなっているのはカール・ゴッチで、境遇やファイトスタイル、独特の器具でトレーニングをするエピソードなども参考にしている。読者からも「カメハメのモデルはゴッチですか?」と、よく尋ねられたという。2019年ではモデルはカメハメハ大王ともコメントしている。

## 『キン肉マン』でのカメハメ

### アメリカ遠征編
カメハメはハワイ超人ヘビー級のタイトルを999回防衛するものの、すでに全盛期を過ぎ衰えていた。そして遂に1000回目の防衛戦でジェシー・メイビアに敗れてしまう。敗戦後はタイトル奪回のチャンスをうかがうため、メイビアの付き人となり、彼のウイークポイントを見つけ出すが、その直後に両親が死亡するという悲劇に見舞われる。そして、自分にはもう心身ともに闘えるエネルギーが残されていないことに気付き、再戦を諦める。
その後もメイビアの元にいたカメハメは、宇宙超人ヘビー級王者としての遠征途中にハワイを訪れたキン肉マンと対戦する。これはキン肉マン対メイビアのダブルタイトルマッチの前哨戦（ノンタイトル戦）だったが、開始直後にキン肉マンの隙をついたカメハメがバックフィリップを決めフォール勝ち。わずか7秒での決着となる。試合後、途方に暮れていたキン肉マンの潜在能力を見込み、打倒メイビアの願いを込め、彼に「48の殺人技」を伝授。メイビア戦のセコンドも務めキン肉マンを勝利に導き、以後は師匠と仰がれることになる。キン肉マンはハワイ超人ヘビー級のチャンピオンベルトを贈ろうとするが、カメハメはそれを受け取らず立ち去った。

### 夢の超人タッグ編
悪魔超人の生き残りであるアシュラマンやサンシャインの策謀により、正義超人から友情が奪われたことに危機感を抱き、タッグパートナーが決まらずに苦悩するキン肉マンの前に現れる。黒いキン肉マンマスクとボディスーツに身を包んでキン肉マングレートとなり、キン肉マンとのタッグ「マッスル・ブラザーズ」を結成し宇宙超人タッグ・トーナメントに参戦。
1回戦の第1試合で四次元殺法コンビ（ペンタゴンとブラックホール）と対戦。マーシャル・アーツ・キックやローリング・ソバットを披露し、鋭利で流麗なファイトにより一躍注目される。師匠と気を遣うキン肉マンに同等のパートナーであること、またチームワークの大切さを説き、結束を固める。ペンタゴンとブラックホールの四次元交差によりブラックホールの中に吸い込まれてしまうが、最後まで希望を捨てず、始末に来たブラックホールをキン肉バスターに捕らえた状態で脱出。ペンタゴンをキン肉ドライバーに捕らえたキン肉マンとのツープラトン技「マッスル・ドッキング」で、勝利を収める。しかし年齢ゆえのスタミナの衰えは隠せずふらついてしまい、モンゴルマンらの参加超人にその点を気付かれる。
試合後は観客席にて試合を観戦していたが、第3試合終了時に、ヘル・ミッショネルズ（ネプチューンマンとビッグ・ザ・武道）に敗れてリング外に投げ落とされたロビンマスクとウォーズマンを受け止めて助け、この際に足を負傷してしまう。
第4試合のニュー・マシンガンズ（テリーマン、ジェロニモ）対はぐれ悪魔超人コンビ（アシュラマン、サンシャイン）では、降伏してもなお攻撃され危機に陥ったテリーマンとジェロニモを救うために割って入る。2人を救出するが、前述の負傷に加え、リングへ向かう際にトーナメントマウンテンをよじ登るなど老体を酷使したため、体力が尽きてしまう。そしてテリーマンの代わりにサンシャインの呪いのローラーに投げ込まれ瀕死の重傷を負う。その後、控え室でテリーマンにカメハメとしての正体を見せ、正義超人の友情復活という使命とグレートのマスクを託し、息を引き取った。
テリーマンは与えられた重責に戸惑い悩むが、カメハメは霊として現れ、かつてキン肉マンとの特訓の際に用いた組木を使い自身の技術を伝授する。2代目グレートとなって準決勝のリングに上がったテリーマンは、カメハメの死と自分が成り代わったことをキン肉マンに伝えられなかったこともあり、当初はカメハメと自分との技術やファイトスタイルの違いに重圧を感じて満足に闘えなかったが、カメハメの霊に諭されて自分本来のスタイルで闘うようになった。試合中、アシュラマンによりカメハメの遺体から右腕が奪われるが、己の意思によりアシュラマンの改良阿修羅バスターを阻止し、テリーマンを救助した。
決勝戦前夜にビッグ・ザ・武道の手で墓地から掘り起こされた遺体は、決勝戦当日に観客席に配置された。グレートの正体がテリーマンであったことが発覚した後、動揺するキン肉マンを諭した。また、アポロン・ウィンドウ探しを中断して、テリーの救出に赴こうとしたキン肉マンを制止し、鍵穴を探すように専念させてもいる。

### キン肉星王位争奪編
キン肉星王位争奪サバイバル・マッチ決勝戦にて、知性チーム中堅ジ・オメガマンの技「Ω・メタモルフォーゼ」によりキン肉マンが一番強いと思う超人として召喚される。思いがけずこの世に再臨したカメハメは、キン肉マンの知らない52の関節技を繰り出し痛めつける。キン肉マンからは「自分にジェシー・メイビアを倒させ、そしてカメハメには勝てない超人にして自分から栄冠を奪うつもりだった」と言われるが、その真意は実戦稽古による技の伝授だった。懸念だった技の伝授を果たしたカメハメは、「もう何も教えることはない」と言い、真意を語り涙ながらに消滅した。

### 完璧超人始祖編
回想シーンにて登場。基礎練習をさぼったキン肉マンを咎め、基礎を固めることがいかに大事かを説いており、それがキン肉マンがピークア・ブーに勝利するきっかけとなった。
人気投票企画「キン肉マン超人総選挙2013」では19位にランク入り。

### 新シリーズ
オメガ・ケンタウリの六鎗客編の後の新シリーズで、バベルの塔6階のリングでのキン肉マンと超神マグニフィセントとの試合の最中に、プリンス・カメハメを含むココナッツ星人の系譜を生み出したのが洞察の神であったことが判明する。

### 主要対戦成績
- シングルマッチ
  - ハワイ超人ヘビー級を999回防衛
  - ×ジェシー・メイビア[注 1]
  - ○キン肉マン（バックフィリップ）
- タッグマッチ
  - ○四次元殺法コンビ（ペンタゴン / ブラックホール、マッスル・ドッキング）

## ディープオブマッスル
小説『ディープオブマッスル!!』ではカメハメとジェシー・メイビアがメインのエピソード「ハワイに生まれし天才の苦悩 ジェシー・メイビア」があり、2人の出会いから和解までが描かれている。一度はスパーリングにおいてメイビアを無傷で下すが、半年後のハワイタイトルを賭けた再戦では、カメハメの苦手とする返し技をメイビアが会得していたこととカメハメ自身の老いが原因で敗北。メイビアがキン肉マンに敗れて慢心を打ち砕かれた後は彼にハワイチャンピオンベルトを託し、以後は協力体制でハワイ超人界を守り続けた。

## 『キン肉マンII世』でのカメハメ
『キン肉マンII世 究極の超人タッグ編』の「カメハメの激!」にて登場。それ以前ではキン肉万太郎の着ていたシャツのバックプリントという形で登場している。究極の超人タッグ戦開始前、カメハメの遺骨はキン肉マンの手により西伊豆諸島の海に埋葬された。そこから霊体となってマッスルブラザーズ・ヌーボー（キン肉万太郎とカオス・アヴェニール）の前に現れる。自分は幽体なので現世のことは全て見通していると、万太郎たちが未来から時を超えてやって来た超人だということも理解し、黒後家蜘蛛の呪いに掛けられ命の危険に晒された父・スグルを心配する万太郎に対し、「キン肉マンを見くびるな」と叱咤激励。周囲の木を特殊な力を用いて、カメハメ特訓木人（前述の組木）に変えて使い2人に稽古をつける。万太郎からは「カメハメ翁」と呼ばれた。
『キン肉マン』ではキン肉マン以外に少なくとも3人の弟子がいる描写があったが、『キン肉マンII世』においてはキン肉マンを「生涯ただ一人の弟子」と呼んでいる。

## 得意技

### シングル技
キン肉ドライバー
弟子であるキン肉マンのオリジナルホールド。宇宙超人タッグ・トーナメント直前に、正体を隠してキン肉マンに接触した際に披露。
マーシャル・アーツ・キック
相手に背を向け飛び上がり、後方宙返りしながら放つキック。
ローリング・ソバット
横回転しながら飛び上がり、後ろ蹴りを放つ。
大車輪ニールキック
空中で車輪のように旋回しながら放つ打点の高い回し蹴り。
カメハメ殺法100手（-さっぽうひゃくて）
カメハメ100殺手（-ひゃくさつしゅ）とも。カメハメが使う技の総称。ここでは作中にてカメハメが使用した技だけに留める。
48の殺人技
パワーを活かした派手なファイタータイプの技。ジェシー・メイビアとの対戦に備え、キン肉マンに伝授している。
『キン肉マンII世』においてはキン肉族48の殺人技とされている。
キン肉バスター
夢の超人タッグ編でブラックホールと戦った際に使用。ブラックホールが作り出した異次元を破り、さらにそのままマッスル・ドッキングへと繋げた。
一本背負い
名前はゲーム『キン肉マン ジェネレーションズ』より。実際の柔道にある技と同様であり、相手の腕を肩越しに背負い地面に投げる。キン肉マンが使用したものを返す形で使用した。
カメハメ・ロック
究極の超人タッグの準決勝ザ・マシンガンズVSマッスル・ブラザース ヌーボー戦でキン肉マンが万太郎に対して使用した技。カメハメも使用しているシーンが描かれている。
52の関節技（-サブミッション、アニメではかんせつわざ）
関節技や寝技など高度なテクニックが要求されるディフェンダータイプの技。ハワイにおける特訓の際、カメハメは練習嫌いのキン肉マンに短期間で教えることは不可能かつ、関節技なしでもメイビアに勝てると判断し、見栄えの派手な48の殺人技のみを伝授し52の関節技は教えずにいた。キン肉星王位争奪編にてジ・オメガマンに召喚された際、実際に技をかけて痛めつけることにより伝授している。
脇固め（アニメではスーパーアームロック）
片腕で相手の腕を掴み、そのままもう片方の腕を相手の脇の上から固め、腕を痛める技。
変形羽根折り固め （アニメでは変形チキンウイング・アームロック）
相手の両腕をとって、そのまま背中に乗りうつ伏せ状態で相手の腕を痛める関節技。キン肉マンのキン肉バスターから脱出するために使用。
カメハメ仏壇落とし
空中より相手をかんぬきの状態にして、さらに自分の足を相手の足に絡め頭からマットに叩きつける。作中ではキン肉マンのマッスル・スパークを返した。
トリプル・ビーフ・ケーキ（三つの肉爆弾）
カメハメ最大最高の関節技とされる、以下3つの技の総称。作中ではこの3つの技を仕掛け、最後にバックフィリップでトドメを刺す。
ボー・バック・ブリーカー（弓矢式背骨折り）
うつ伏せになっている相手の片腕と片足を自分の両手で掴み、背中に片膝を当てて相手の体を反らせる。驚異の肉体のバランスとパワーが要求される難技とされる。カメハメは狭い足場で針つき鉄球をかわす訓練により使用可能とした。
ゴリー・エスペシャル
相手の両手を自分の両手で掴み、そのまま背中合わせに持ち上げ、相手の両足を自分の太腿に掛けて固定、その状態で両腕により相手の体を引っ張る技。相手を長時間担ぎ上げていられる強靱な肉体としなやかなバネが要求される。カメハメは自分の体を弟子たちに金棒で叩かせて鍛え、また平均台を軸に仰向けで寝転がり弟子たちを重しにして身体をしならせる訓練により使用可能とした。キン肉マンのディフェンドスーツを破壊していき（原作では、フェニックスとの一騎打ちに挑む際にキン肉マンが脱ぎ捨てたが、アニメ版では。ゴリー・スペシャルで全て破壊）、ギブアップ寸前まで追い詰めた。
バックフィリップ
カメハメ最大の必殺技。ファイヤーマンズキャリーの要領で、相手を両肩の上にうつ伏せ状態で横向きに乗せ、その状態で後方に反り投げて背面からマットへ叩き付ける。カメハメは投げた後にそのままホールドし、ピンフォールを奪うこともある。かつてキン肉マンを秒殺した技であり、彼に「どんな技よりも受けたくない」とトラウマを残した。

### タッグ技
マッスル・ドッキング
マッスル・ブラザーズのツープラトン技。キン肉バスターとキン肉ドライバーを合体させた技で、カメハメはキン肉バスターを担当した。カメハメ自身はこの技を「芸術的」と評している。

## プロフィール
- 種別 - 正義超人
- 出身 -  アメリカ合衆国ハワイ州（生まれはココナッツ星）[16]
- 身長体重 - 185cm 90kg[16]
- 超人強度 - 95万パワー[16] / 100万パワー[17] / 110万パワー[18]
- 年齢 - 70歳[19]
- 好物 - 醤油ラーメン[15]

### 異名
- ハワイ超人界の神[20]
- ハワイの巨星[21]
- 偉大なる格闘王[22]

### 個人タイトル歴
- ハワイ超人ヘビー級（初代）[23]

## 声優
最初のテレビアニメ版『キン肉マン』では当初、佐藤正治が担当していたが、「夢の超人タッグ編」より蟹江栄司に交代。蟹江が1985年10月に急逝した後に佐藤が再び演じ、以後のゲーム版でも担当している。
佐藤正治
- テレビアニメ『キン肉マン』19 - 21、114話
- コンピュータゲーム

蟹江栄司
- テレビアニメ『キン肉マン』88 - 111話

中村秀利
- テレビアニメ『キン肉マン・キン肉星王位争奪編』
- パチスロキン肉マン〜キン肉星王位争奪編〜

神谷明
- テレビアニメ『キン肉マン 完璧超人始祖編』

## テーマソング
鉄人カメハメ
歌 - 串田アキラ / セリフ - 佐藤正治（カメハメ） / 作詞 - 山崎晴哉 / 作曲・編曲 - 風戸慎介

## コンピュータゲーム
『キン肉マン キン肉星王位争奪戦』ではステージ5のボスキャラクターとして登場。得意技として「ゴリー・エスペシャル」「ボーバックブリーカー」「バックフリップ」を使用する。
『キン肉マン ジェネレーションズ』など『キン肉マンII世』以後のゲームでは、タッグチームを組むキャラクターによっては特定のチーム名が付けられる（同一人物である初代キン肉マングレートでも可）。以下にそれを示す。
- マッスルブラザーズ - キン肉マン
- マッスル・グレーツ - テリーマンもしくは2代目キン肉マングレート

マッスル・グレーツはゲーム独自の名称である。
『キン肉マンII世 超人聖戦史』では超人オリンピック編のストーリー終了後、主人公の正悪を示す属性ゲージが一定以上なら仲間にできる。主人公が選んだルートにより扱いが分かれる。以下にそれを示す。
- 正義・中立ルート

原作同様「夢の超人タッグ編」ではキン肉マングレートとして登場。選択肢次第によっては生存する。
- 悪行ルート

主人公が悪魔超人に加担し、「7人の悪魔超人編」における対抗戦に勝利後、キン肉マン、ラーメンマンらと共に悪魔超人たちと戦う。